# Actinotus
Genre
Actinotus est un genre de plantes à fleurs de la famille des Apiaceae et de la sous-famille des Mackinlayoideae, comprenant vingt espèces toutes originaires d'Australie et de Nouvelle-Zélande.

## Liste des espèces

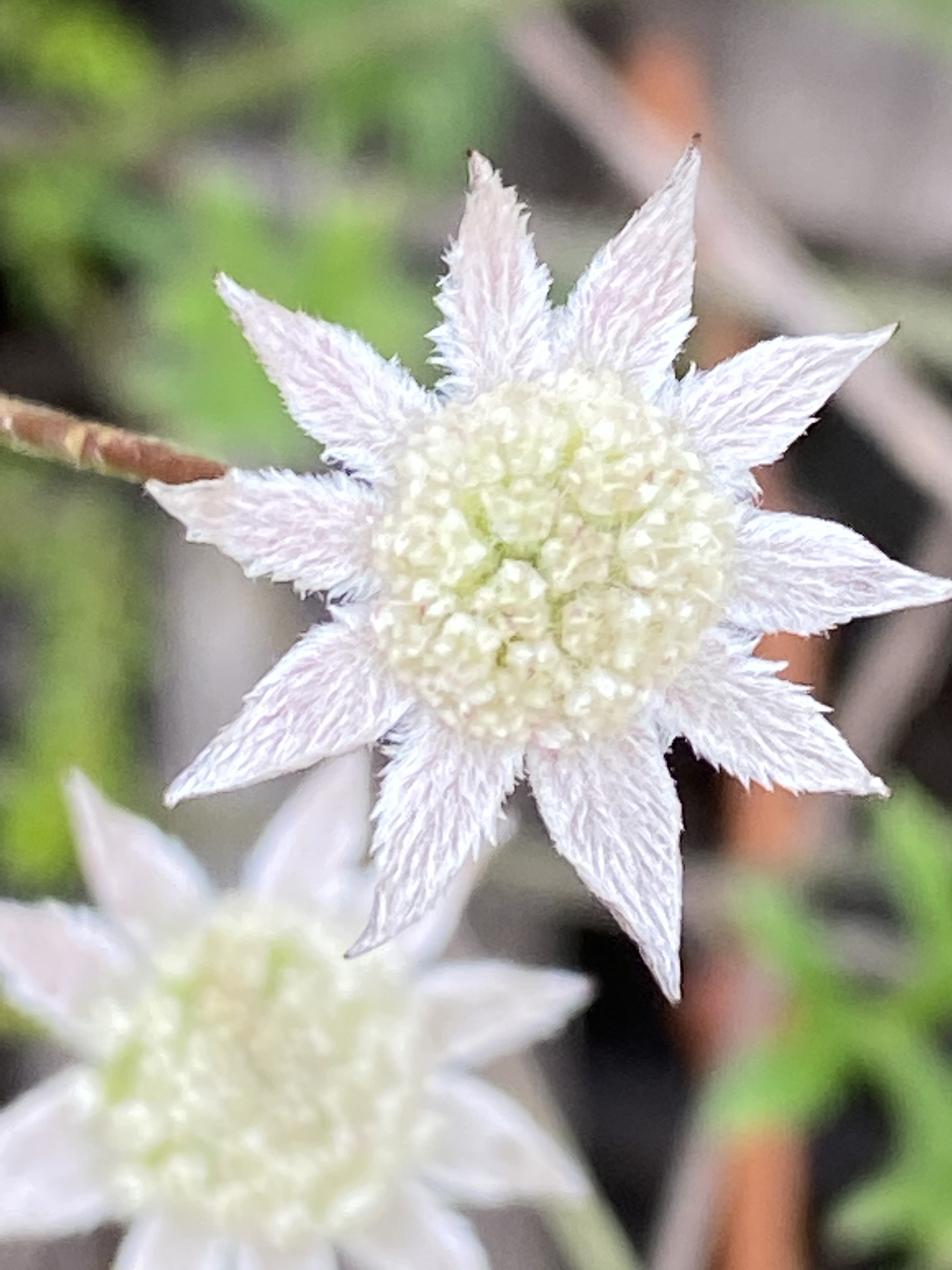
Actinotus minor.

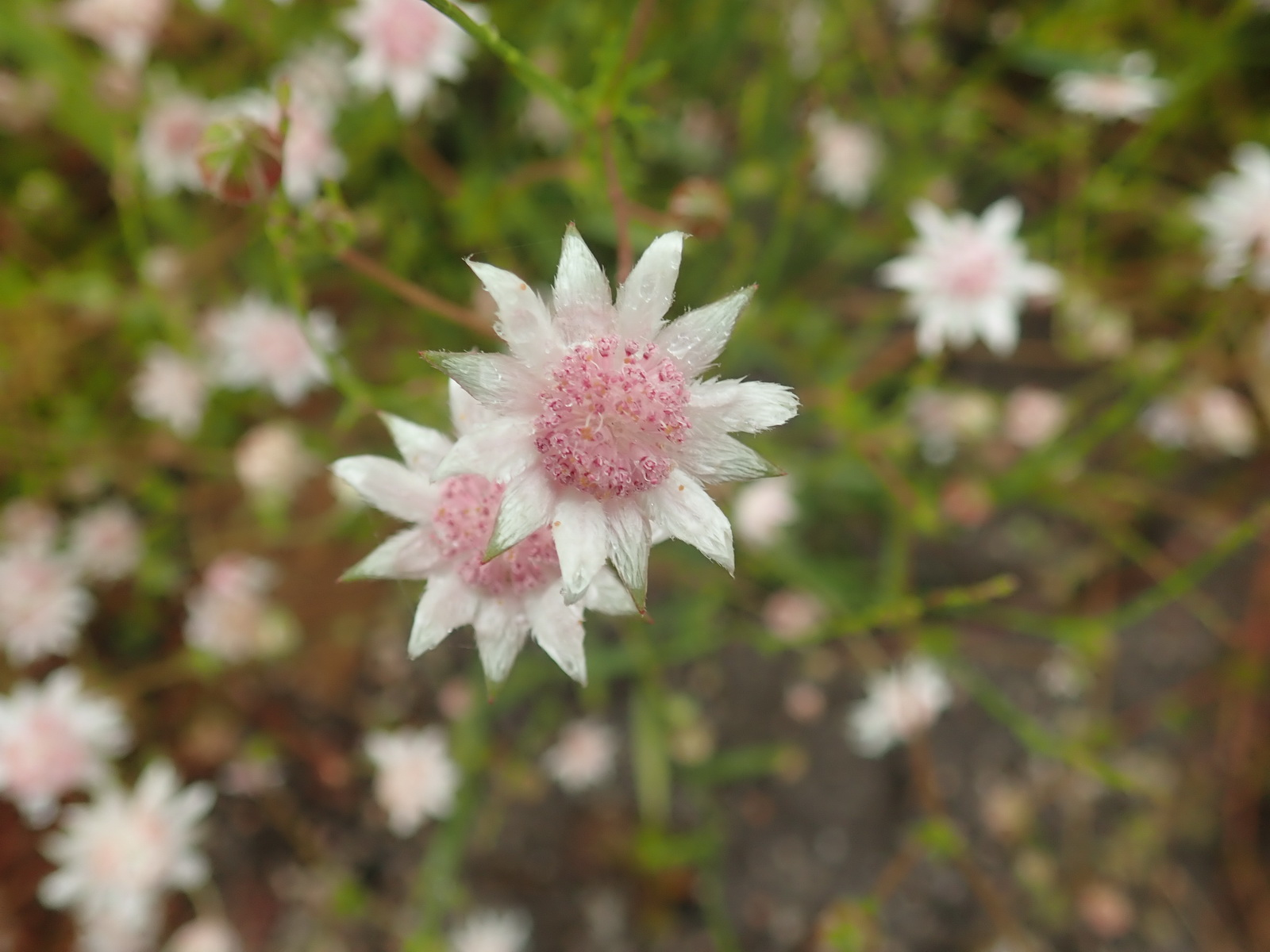
Actinotus forsythii.

Ce genre comprend les vingt espèces suivantes, :
- Actinotus bellidioides (Hook.fil.) Benth.
- Actinotus forsythii Maiden & Betche
- Actinotus gibbonsii F.Muell.
- Actinotus glomeratus Benth.
- Actinotus helianthi Labill.
- Actinotus humilis (F.Muell. & Tate) Domin
- Actinotus laxus Keighery
- Actinotus leucocephalus Benth.
- Actinotus minor (Sm.) DC.
- Actinotus moorei F.Muell. ex Rodway
- Actinotus novae-zealandiae Petrie
- Actinotus omnifertilis F.Muell. ex Benth.
- Actinotus paddisonii R.T.Baker
- Actinotus periculosus Henwood
- Actinotus repens Keighery ex Henwood
- Actinotus rhomboideus (Turcz.) Benth.
- Actinotus schwarzii F.Muell.
- Actinotus suffocatus (Hook.fil.) Rodway
- Actinotus superbus O.H.Sarg.
- Actinotus whicheranus Keighery

## Systématique
Le nom scientifique de ce taxon est Actinotus, choisi en 1804 par le botaniste français Jacques-Julien Houtou de La Billardière, avec Actinotus helianthi comme espèce type.
Les genres suivants sont synonymes de Actinotus, :
- Eriocalia Sm.
- Hemiphues Hook.f.
- Holotome Endl.